# Tmeticides araneiformis
Tmeticides araneiformis là một loài nhện trong họ Linyphiidae.
Loài này thuộc chi Tmeticides. Tmeticides araneiformis được Embrik Strand miêu tả năm 1907.